# Centymetr odwrotny
Centymetr odwrotny – jednostka liczby falowej (proporcjonalnej do energii) równa odwrotności centymetra. Używana między innymi w spektroskopii.
Liczba falowa w centymetrach odwrotnych jest związana z długością fali {\displaystyle \lambda } w mikrometrach wzorem
{\displaystyle {\bar {\nu }}\ [\mathrm {cm} ^{-1}]={\frac {10^{4}}{\lambda \ [\mathrm {\mu m} ]}}}
Ze wzorów na energię fotonów:
{\displaystyle E=h\nu =hc{\bar {\nu }}}
wynika, że centymetr odwrotny odpowiada też innym jednostkom, za pomocą których można mierzyć energię wewnętrzną molekuł:
{\displaystyle 1\ \mathrm {cm} ^{-1}\sim 1{,}24\cdot 10^{-4}\ \mathrm {eV} \sim 1{,}99\cdot 10^{-23}\ \mathrm {J} \cdot {\text{molekuła}}^{-1}\sim 12{,}0\ \mathrm {J} \cdot \mathrm {mol} ^{-1}\sim 3\cdot 10^{10}\ \mathrm {Hz} }
{\displaystyle 1\ \mathrm {eV} \sim 8065{,}54\ \mathrm {cm} ^{-1}}
{\displaystyle 1\ \mathrm {J} \cdot {\text{molekuła}}^{-1}\sim 5{,}03\cdot 10^{22}\ \mathrm {cm} ^{-1}}
{\displaystyle 1\ \mathrm {J} \cdot \mathrm {mol} ^{-1}\sim 8{,}35\cdot 10^{-2}\ \mathrm {cm} ^{-1}}
{\displaystyle 1\ \mathrm {Hz} \sim 3{,}33\cdot 10^{-11}\ \mathrm {cm} ^{-1}}